# Жуан Феліпе Алвеш Рібейру
Жуан Феліпе Алвеш Рібейру (порт. Juan Felipe Alves Ribeiro, нар. 5 грудня 1987, Сан-Вісенті) — бразильський футболіст, півзахисник клубу «Енозіс Неон Паралімні».

## Клубна кар'єра
У дорослому футболі дебютував 2008 року виступами за команду «Жабакуара». Після цього ще три роки виступав у нижчолігових клубах Бразилії. У 2011 році підписав контракт з «Санту-Андре», в якій провів один сезон, після чого недовго виступав за «Ред Булл Бразіл». Тим не менше з обома командами грав лише у Лізі Пауліста, так і не дебютувавши у чемпіонаті.
Влітку 2012 року відправився у Болівію, де зіграв 9 матчів у Прімері сезону 2012/13 за «Орієнте Петролеро» із Санта-Крус-де-ла-Сьєрра, після чого повернувся на батьківщину, де ще рік грав за нижчоліговий «Сан-Карлос».
12 липня 2014 року Жуан Феліпе підписав дворічну угоду з болгарським клубом ЦСКА (Софія). 10 серпня він дебютував за клуб у матчі проти «Хасково» (0:4), увійшовши у гру в другій половині матчу. Забив свій перший гол за клуб у матчі проти «Локомотива» (Пловдив) 3:0. Загалом зіграв за сезон 28 матчів у чемпіонаті і забив 3 голи.
Влітку 2015 року Феліпе підписав угоду з македонським клубом «Вардар». 16 серпня 2015 року він забив перший гол за «Вардар», у переможному матчі проти «Шкендії» (3:1). Граючи у складі «Вардара» також здебільшого виходив на поле в основному складі команди і за 2,5 сезони виграв з командою два чемпіонати і один Суперкубок Македонії, забивши вирішальний післяматчевий пенальті у грі проти «Работнічок».
29 березня 2018 року Жуан Феліпе підписав однорічний контракт з можливістю продовження з казахстанським клубом «Кайрат». Станом на 26 квітня 2018 року відіграв за команду з Алмати 4 матчі в національному чемпіонаті.

## Титули і досягнення
- Чемпіон Македонії (2):

«Вардар»: 2015–16, 2016–17
- Володар Суперкубка Македонії (2):

«Вардар»: 2015
- Володар Кубка Казахстану (1):

«Кайрат»: 2018